# Dob pri Šentvidu
Dob pri Šentvidu je naselje v Občini Ivančna Gorica, ki se nahaja ob cesti, ki povezuje kraja Šentvid pri Stični ter Bič. Leži na sredini kraškega polja, ki je po vasi dobilo ime Dobska uvala oz. Dobska ravan, na nadmorski višini 309,8 metrov. Na severu vas meji na grič Grič (337 metrov nadmorske višine), na zahodu pa na grič Tičji hrib (347 metrov nadmorske višine). Severno in zahodno od vasi se za polji proti Glogovici razteza gozdni otok, ki je zavarovan kot naravna vrednota. Okoli vasi se nahajajo polja, ki jih na južni strani zamejuje avtocesta A2, ki povezuje Ljubljano in Novo mesto. Južno od vasi se nahaja tudi cestninska postaja Dob, ki je po vasi dobila ime. Severno od vasi za gričem Grič poteka trasa železniške proge Ljubljana – Metlika. Na vzhodnem robu vasi teče potok Šentpavelščica (znan tudi kot Dobovščica oz. v zgornjem toku kot Grajžarjev potok), ki južno od vasi ponikne v več ponorih, ki so zavarovani kot naravna vrednota.
Vas ima obliko obcestne vasi in ima 41 hišnih številk ter 196 prebivalcev. 
Vas spada v občino Ivančna Gorica. V vasi je sedež Krajevne skupnosti Dob. V vasi deluje tudi Prostovoljno gasilsko društvo Dob, ki je bilo ustanovljeno že leta 1930. 

## Izvor imena
Vas je dobila ime po vrsti hrasta, imenovanega dob (Quercus robur), ki je očitno rasel na ravnini, kjer je sedaj vas, čeprav danes okoli vasi na pobočjih raste pretežno bukev ter druga vrsta hrasta, tj. hrast graden (Quercus petrea). Ime vasi se je leta 1953 spremenilo iz »Dob« v »Dob pri Šentvidu«. Nemško poimenovanje za naselje je bilo »Aich in der Unterkrain« oz. tudi »Eich in Krain«. V preteklosti so h kraju spadali tudi zaselki Sela, Breg in Boga vas, ki pa so danes samostojni kraji.    

## Zgodovina kraja
Vas se prvič omenja leta 1145 v listinah, s katerimi oglejski patriarh Pelegrin I. podari pet kmetij v Dobu (Enchen) v posest Cistercijanski opatiji Stična. Dob se nadalje omenja v samostanskih listinah iz leta 1296, ko opat Henrik od Majncina Hmeljniškega pridobi z menjalno pogodbo šest kmetij v Dobu (Aich). V letu 1356 je Katarina Schintzenpaumer podarila opatu Petru dve kmetiji in vrt v Dobu in sicer za oltar sv. Andreja, pri katerem so bili pokopani člani družin Schintzenpaumerjev. Leta 1362 je opat Arnold od mitničarja iz Višnje gore kmetijo v Dobu. V letu 1373 Bertold iz Sobrač z ženo Marjeto samostanu podari kmetijo v Dobu (Aich) v zameno za vzdrževanje večne luči na njegovem grobu. V najstarejšem ohranjenem stiškem urbarju iz leta 1505, v katerem so bile kmetije, ki so spadale pod opatijo, razdeljene v sedem uradov, je zabeleženo, da sta dve kmetiji (ena pusta in ena poseljena) v Dobu (Aych per Fütsch), spadali pod t. i. Pitančni urad, ter da je 14 kmetij (sedem poseljenih in sedem pustih) v Dobu (Aych) spadalo pod t. i. Hribovski urad. Poročilo z dne 25. avgusta 1734 pa prikazuje, da je stiška opatija v Dobu (Aych) imela v tistem času 23 hasnovalcev urbarialne zemlje.

## Kulturne znamenitosti
Vas spada v Župnijo Šentvid pri Stični. V vasi se na vzhodnem robu nahaja podružnična cerkev Svetega Petra, ki se prvič omenja v registru iz leta 1643. Cerkev je sestavljena iz banjasto obokane ladje, ki ima tristrano zaključen banjasto obokan prezbiterij z zakristijo ob južni steni. Ob zahodni fasadi ladje je prizidan zvonik. V 18. stoletju je bila temeljito prezidana in povečana. Obzidana je z nizkim zidom. Največjo cerkveno dragocenost predstavlja oljna slika iz druge polovice 17. stoletja, ki prikazuje Marijo dobrega sveta, katere avtor je znani baročni slikar Fortunat Bergant, ki je znan po svojih portretih sodobnikov ter med drugim tudi po tem, da je naslikal križev pot v samostanski cerkvi Cistercijanske opatije Stična. Cerkev je v notranjščini v celoti poslikana z različnimi dekorativnimi vzorci, ki so se ohranili kljub vsem obnovam. Glavni oltar Sv. Petra ter prižnica z baldahinom sta historični deli. Na zahodnem delu ladje stoji masiven in rustikalen pevski kor. V zvoniku so trije železni zvonovi iz leta 1922 ter en bronast iz leta 1752. 
V vasi je tudi več kapelic in božjih znamenj, in sicer:
- Hribski pil stoji sredi vasi.
- Kavškova kapelica stoji sredi vasi pri Šrajevi domačiji. Je manjša kapelica zaprtega tipa s historično členjeno fasado, zgrajena je bila leta 1911. V notranjosti je kip Srca Jezusovega.
- Šrajeva kapelica je zgrajena iz lesa in stoji ob poti, ki vodi iz vasi proti Rdečemu Kalu.
- Burjev pil stoji na drugi strani avtoceste na ravnini pod Rdečim Kalom.
- Kristanova kapelica stoji na poljih zahodno od vasi. Je zaprtega tipa, v notranjosti pa se nahaja plastika Kristusa na križu. Zgrajena je bila v začetku 20. stoletja.
- Vaška kapelica stoji na prevalu nad vasjo, ob cesti, ki vodi proti Šentvidu. Je največja kapelica v vasi. Vaščani so jo postavili leta 1999 na mestu starejše, v letu 1907 zgrajene in v letu 1998 v potresu poškodovane kapelice. Kapelica je odprtega tipa s historično členjeno fasado iz druge polovice 19.stoletja, z lesenim oltarjem v notranjosti, in je posvečena Materi božji.

"Tlačanska lesa" je večji kamen, ki stoji ob kolovozu, na kraju, ki ga domačini imenujejo Grčevje in se nahaja v bližini avtoceste. Na kamnu je vklesana letnica 1871. Po ljudskem izročilu naj bi se nekdaj pri tem kamnu zbirali tlačani z bližnjih graščin.
Na zahodnem robu vasi je še zanimiva skupina 10 enojnih kozolcev z betonskimi stebri, ki je bila v sedemdesetih letih postavljena na mestu starejših lesenih in s slamo kritih, saj gručaste postavitve kozolcev za Dolenjsko niso tipične.

## Naravne znamenitosti
Vzhodno in južno od vasi so znani ponori potoka Šentpavelščica, ki izvira v 4 km oddaljeni vasi Šentpavel na Dolenjskem. V bližini vasi potok priteče iz slabše prepustnega v močno zakraselo območje, tako da tu vode poniknejo in podzemno odtekajo v izvir Krke (kontaktni kras). Šentpavelščica se ob nizkih in srednjih vodah porazgubi v tla, še preden doseže ponore v Dobu, ob močnem deževju pa tudi ponori ne zmorejo sprejeti vse vode, tako da se vzhodno in južno od vasi na poljih pojavijo obširne poplave. 
Zaradi pogostih poplav, ki jih nastanejo zaradi potoka Šentpavelščica, so vaščani v tridesetih letih 20. stoletja očistili in poglobili več ponorov, in sicer: Mežnarjevo jamo, Grabovčevo jamo, Gajčekovo jamo in Krulčevo jamo. Vse jame, ki so globoke do cca. 10 metrov, so pod vodstvom češkega arhitekta, inženirja in hidrologa Jana Vladimírja Hráskýja obzidali in zaščitili s kovinsko mrežo. Prav tako so razširili in utrdili strugo potoka. Na betonskem obodu Gajčekove jame je še danes vidna letnica 1938. 
Struga je bila nazadnje regulirana v letu 1998 vendar pa potok ob večjem deževju še vedno poplavlja. 

## Galerija slik
- Kavškova kapelica sredi vasi
- Kristanova kapelica (danes obnovljena)
- Obnovljena vaška kapelica
- Vas je bogata s kozolci, ki jih opazimo okoli vasi.
- Suha rečna struga Šentpavelščice
- Vaška kapelica vrh hriba, cesta vodi proti Šentvidu
- Bližnja cestnina Dob, ime je dobila po istoimenski vasi